# Канальні острови (Каліфорнія)

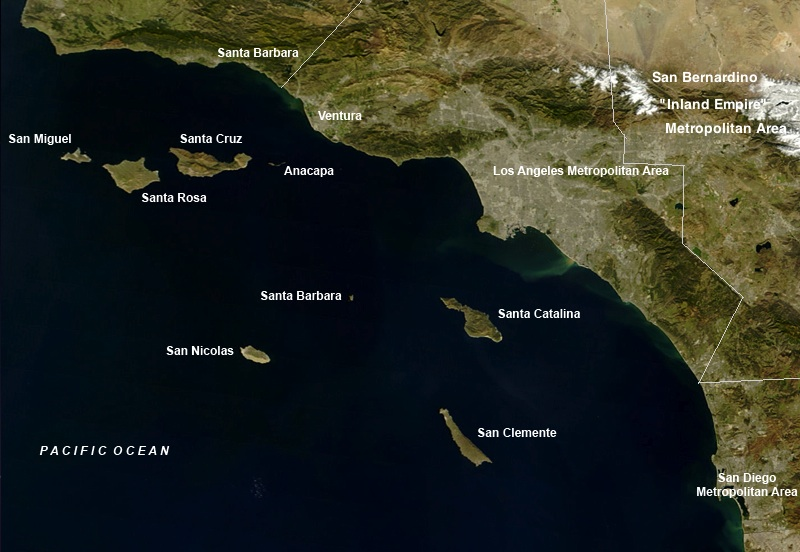
Канальні острови Каліфорнії

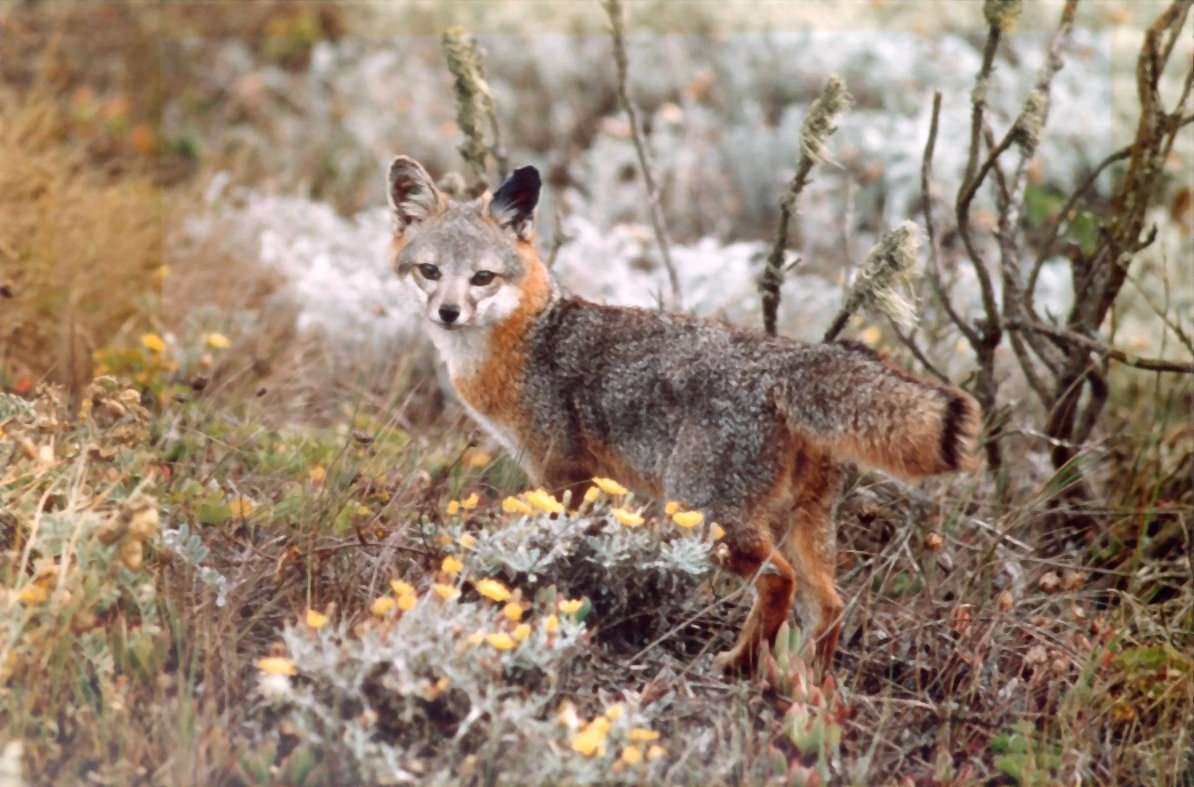
Лисиця острівна

Канальні острови Каліфорнії — це архіпелаг із восьми островів, які розташовані біля узбережжя південної Каліфорнії, США. Загальна площа суші 908.8 км². На п'яти островах (Сан Міґель, Санта Роза, Анакапа, Санта Барбара, Санта Круз) розміщений Національний Парк Канальних Островів.
Адміністративно острови відносяться до 3-ьох округ:
- до Лос-Анжелес: Санта-Каталіна й Сан-Кліменте;
- до Вентури: Анакапа й Сан-Ніколас;
- до Санта-Барбари: Сан-Мігуел, Санта-Барбара, Санта-Круз й Санта-Роза.

## Острови
- Санта-Барбара (англ. Santa Barbara) — 2.63 км²
- Анакапа (англ. Anacapa) — 2.95 км²
- Сан-Міґель (англ. San Miguel) — 37,74 км²
- Сан-Ніколас (англ. San Nicolas) — 58,93 км²
- Сан-Клементе (англ. San Clemente) — 147,13 км²
- Санта-Каталіна (англ. Santa Catalina) — 194,19 км²
- Санта-Роза (англ. Santa Rosa) — 215,27 км²
- Санта-Круз (англ. Santa Cruz) — 249,95 км²

## Населення
Населення архіпелагу ≈ 5000 жителів, значна частина яких проживають у місті Авалон (3728 жителів, 2010 рік) на острові Санта Каталіна.
Найбільш заселеним островом є Санта-Каталіна 4096 осіб (2013 рік). На Сан-Кліменте мешкало приблизно 300 осіб (2000 рік) й на Сан-Ніколасі — 200 осіб (на 2000 рік).
Майже незаселеними є Анакапа, Санта-Круз й Санта-Роза з декількома мешканцями.
Повністю безлюдними є Санта-Барбара й Сан-Мігуел.

## Фауна
На шести з восьми островах мешкає ендемічний вид — лисиця острівна. Також відомий викопний ендемік Мамут карликовий.